# Bùi Văn Thinh
Bùi Văn Thinh (10 tháng 12 năm 1915 – 2 tháng 1 năm 2000) là thẩm phán, quan chức và nhà ngoại giao Việt Nam Cộng hòa, từng là Tổng trưởng Bộ Quốc phòng, Tổng trưởng Bộ Tư pháp và Tổng trưởng Bộ Nội vụ Quốc gia Việt Nam. Dưới thời Đệ Nhất Cộng hòa, ông giữ chức Bộ trưởng Bộ Nội vụ và Đại sứ Việt Nam Cộng hòa tại Nhật Bản.

## Tiểu sử
Bùi Văn Thinh sinh ngày 10 tháng 12 năm 1915 tại tỉnh Sa Đéc, Nam Kỳ, Liên bang Đông Dương.
Ông tốt nghiệp Khoa Luật Viện Đại học Đông Dương trong những năm đầu đời, từng là thẩm phán năm 1941, và phục vụ tại nhiều tòa án khác nhau từ năm 1941 đến năm 1947, rồi lên làm Đổng lý Văn phòng Bộ Tư pháp năm 1947.
Năm 1950, ông giữ chức Biện lý Tòa Phúc thẩm Quốc gia Sài Gòn, về sau kiêm luôn chức Giám đốc Hành chính Tư pháp của Bộ Tư pháp Quốc gia Việt Nam năm 1952, ít lâu sau ông nhậm chức Chánh án Tòa Sơ thẩm Hỗn hợp Sài Gòn vào tháng 7 năm 1953, từ năm 1954 đến năm 1955 ông giữ chức Tổng trưởng Bộ Tư pháp và Tổng trưởng Bộ Nội vụ Quốc gia Việt Nam.
Tháng 10 năm 1955, Việt Nam Cộng hòa được thành lập, chức vụ "Tổng trưởng" đổi thành "Bộ trưởng".:185 Từ năm 1955 đến năm 1956, ông giữ chức Bộ trưởng Nội vụ Việt Nam Cộng hòa. Từ năm 1956 đến năm 1962, ông chuyển sang làm Đại sứ tại Nhật Bản.
Ông qua đời ngày 2 tháng 1 năm 2000 tại Rueil-Malmaison, Hauts-de-Seine, Pháp.